# Дроздово (Колобжезький повіт)
Дроздово (пол. Drozdowo, нім. Drosedow) — село в Польщі, у гміні Римань Колобжезького повіту Західнопоморського воєводства.
Населення — 544 особи (2011).

## Демографія
Демографічна структура станом на 31 березня 2011 року:
|          | Загалом | Допрацездатний вік | Працездатний вік | Постпрацездатний вік |
| -------- | ------- | ------------------ | ---------------- | -------------------- |
| Чоловіки | 277     | 58                 | 195              | 24                   |
| Жінки    | 267     | 65                 | 154              | 48                   |
| Разом    | 544     | 123                | 349              | 72                   |